# TCDD HT80000
TCDD HT80000 — серія пасажирських електропоїздів, використовуваних державною компанією TCDD Taşımacılık. Всього було побудовано 16 екземплярів, які виготовлялися в 2013-2019 роках компанією Siemens. HT80000, створений на базі швидкісних електропоїздів німецького виробництва Siemens Velaro.  Потяги цієї серії в основному використовується на  високошвидкісних залізничних лініях Турецької Республіки. Моделі цього поїзда курсують з 7 чи 8 вагонами в складі.
Локомотиви мають потужність 10876 к.с і в змозі розвивати швидкість до 300 км/год. Вага локомотива становить 200 тонн при довжині 20 720 мм.

## Історія
У червні 2013 року державна компанія Турецька залізниця уклала договір з німецькою компанією Siemens на постачання семи моделей високошвидкісних електропоїздів. Контракт в тому числі передбачав обслуговування поїздів терміном до 7 років, і надання тренувальної програми-симулятора управління поїздом. Вартість контракту склала близько 285 мільйонів євро. Перша модель серії була доставлена і введена в експлуатацію вже в травні 2015 року.
У квітні 2018 року Турецька залізниця уклала контракт на постачання ще десяти поїздів цієї моделі та вагонів до них. Контракт в тому числі включає три роки технічного обслуговування. Загальна вартість контракту склала близько 300 мільйонів євро. Перший комплект другої серії був доставлений вже через рік — в листопаді 2019 року.
В основному використання електропоїздів цієї моделі обходиться без пригод, однак 13 грудня 2018 року сталась аварія на високошвидкісній залізничній лінії Анкара — Конья в районі Енімахалле, неподалік від станції MARŞANDİZ, в результаті якої локомотив TCDD E68000 і електровоз HT8000, які рухалися зі швидкістю від 80 до 90 км/год зіткнулися. В результаті чого з 206 пасажирів 9 осіб загинуло, а ще 34 отримали поранення різного ступеню.